# Centro curling di Gangneung
Il centro curling di Gangneung (강릉 하키 센터?) è un impianto sportivo indoor situato all'interno del parco Olimpico di Gangneung. Ha una capienza di 3 500 persone e una superficie totale di 17 213 m².

## Storia
L'impianto venne aperto nel 1998, per ospitare le gare di hockey dei Giochi asiatici invernali del 1999. Ha ospitato poi i Campionati dei Quattro continenti di pattinaggio di figura 2005, alcune gare della Coppa del Mondo di short track 2007 e i Campionati mondiali femminili di curling 2009. Tra il dicembre 2015 e gennaio 2017, l'impianto è stato sottoposto a diversi lavori di rinnovo in vista dei Giochi Olimpici invernali del 2018 e dei Giochi Paralimpici invernali del 2018.